# Cadrezzate

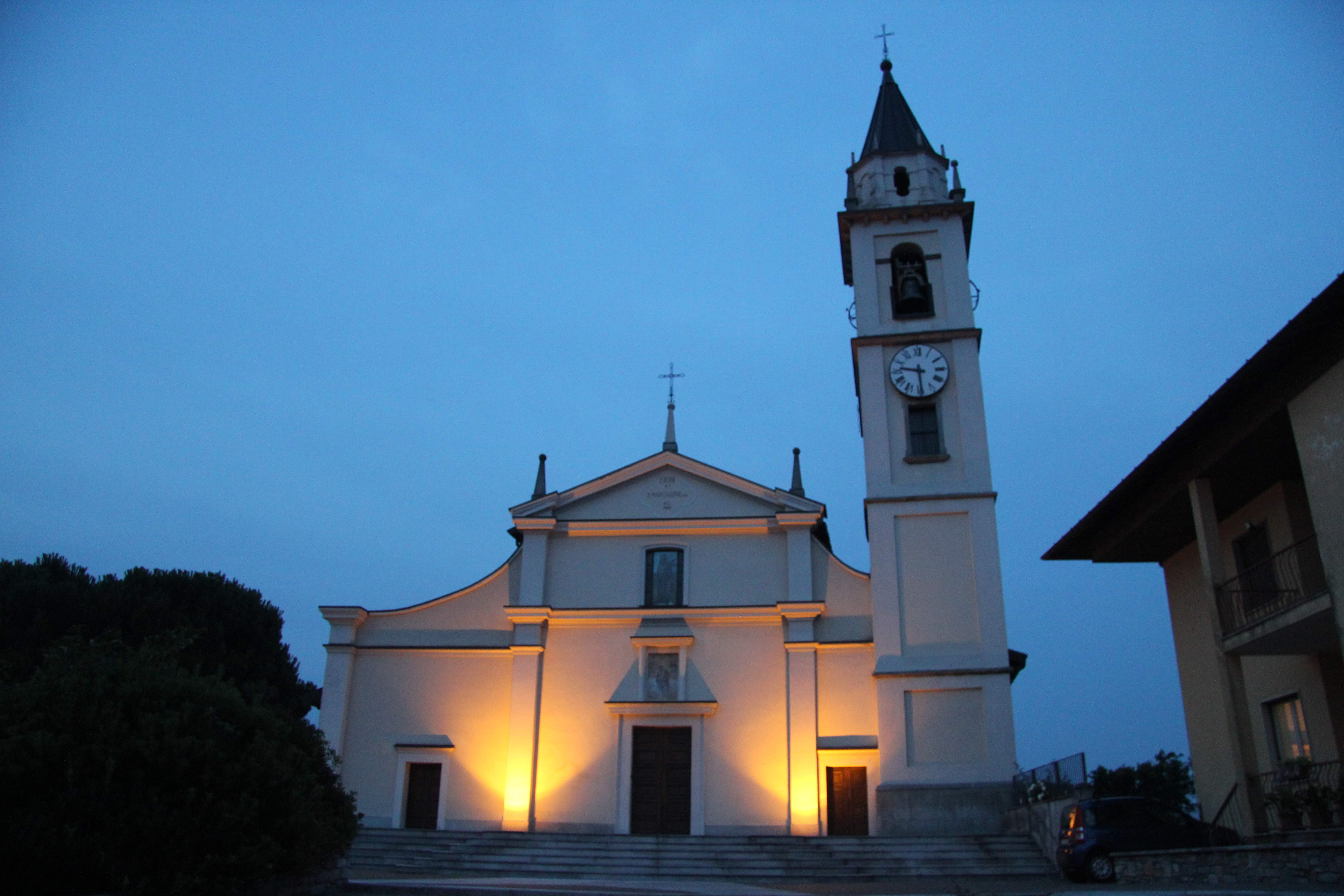
Pfarrkirche Santa Margherita

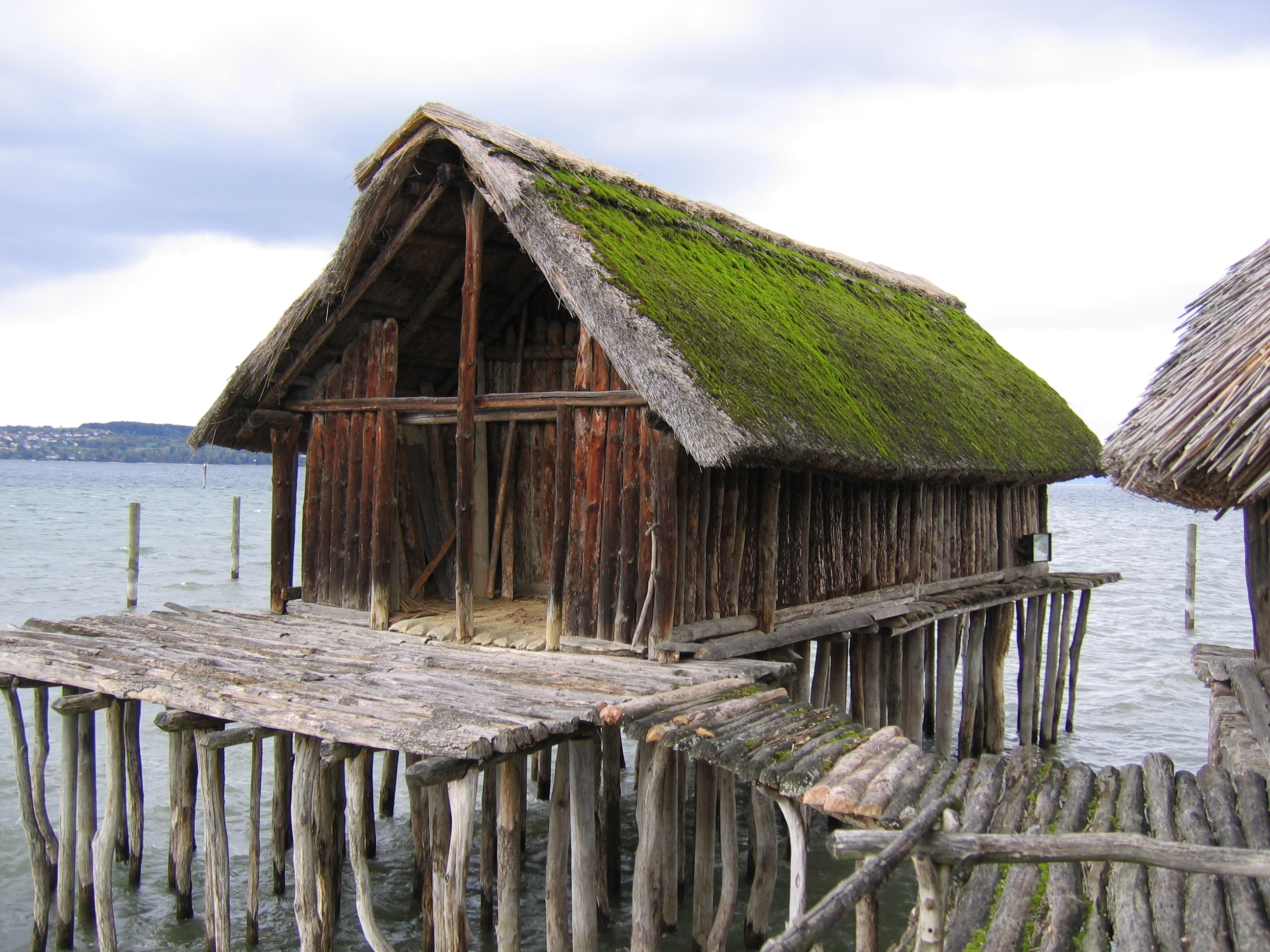
Pfahlbaut bei Cadrezzate

Cadrezzate ist eine norditalienische Gemeinde in der Provinz Varese in der Lombardei.

## Geographie
Die Gemeinde liegt etwa 16 Kilometer westsüdwestlich von Varese am Lago di Monate und bedeckt eine Fläche von 5 km². Die Nachbargemeinden sind Angera, Ispra, Osmate, Sesto Calende und Travedona-Monate.

## Geschichte
Cadrezzate, eine Ortschaft der Pieve von Brebbia, die in den Statuten der Straßen und Gewässer des Grafschaft Mailand als Cadrezà bezeichnet wird, gehörte zu den Gemeinden, die zur Instandhaltung der Rho-Straße beitrugen (1346). In den Registern des Estimo (Grundbuch) des Herzogtums Mailand von 1558 und den nachfolgenden Aktualisierungen im 17. Jahrhundert war Cadrezzate noch in derselben Pieve enthalten.
Im Jahr 1751 wurde die Gemeinde an den Grafen Giulio Visconti Borromeo Arese belehnt, der dafür 65 Lire und 2 Soldi pro Jahr erhielt.
In der Gemeinde gab es weder einen königlichen noch einen feudalen Richter, sondern der Hauptrichter war der Vikar von Seprio, der im Dorf Gallarate residierte und keine Vergütung erhielt. In der Bank von Seprio legte der Konsul seinen gewöhnlichen jährlichen Eid ab, für den der Notar eine Lira, zwei Soldi und sechs Denari erhielt. Als kleines Amt war das Gavirate für die gesamte Gemeinde Brebbia zuständig, weshalb die Gemeinde dem Podestà jedes Jahr 12 Lire, sechs Soldi und sechs Denari zahlte. Darüber hinaus wurde dem Bürgermeister der Provinz ein Beitrag von 6 Lire pro Jahr für die Instandhaltung der Straßen in der Stadt Mailand bis zum Dorf Rho gezahlt.
Die Gemeinde hatte keinen allgemeinen Rat, sondern einen besonderen: Es gab zwei Bürgermeister oder Stellvertreter, die auf Anweisung des Konsuls gewählt wurden. Die Versammlung trat an einem Feiertag beim Klang der Glocke auf dem Platz zusammen und wählte 12 Familienoberhäupter, von denen zwei durch den Konsul ausgelost wurden und zwei Jahre im Amt blieben. Den Bürgermeistern wurde die Verwaltung der öffentlichen Angelegenheiten und die Aufsicht über die Gerechtigkeit der öffentlichen Verteilungen anvertraut. Seit 1736 hatte die Gemeinde Giovanni Battista Cotta, einen Einwohner von Travedona, zu ihrem Kanzler gewählt, der mit einem Gehalt von 30 Lire mit der Verwaltung der öffentlichen Akten und der Registrierkasse betraut war, in der diese Akten abgelegt wurden.

## Bevölkerung
| Bevölkerungsentwicklung | Bevölkerungsentwicklung | Bevölkerungsentwicklung | Bevölkerungsentwicklung | Bevölkerungsentwicklung | Bevölkerungsentwicklung | Bevölkerungsentwicklung | Bevölkerungsentwicklung | Bevölkerungsentwicklung | Bevölkerungsentwicklung | Bevölkerungsentwicklung | Bevölkerungsentwicklung | Bevölkerungsentwicklung |
| ----------------------- | ----------------------- | ----------------------- | ----------------------- | ----------------------- | ----------------------- | ----------------------- | ----------------------- | ----------------------- | ----------------------- | ----------------------- | ----------------------- | ----------------------- |
| Jahr                    | 1751                    | 1805                    | 1853                    | 1871                    | 1901                    | 1921                    | 1951                    | 1971                    | 1991                    | 2001                    | 2011                    | 2021                    |
| Einwohner               | 305                     | 448                     | *627                    | 819                     | 998                     | 956                     | 883                     | 1374                    | 1511                    | 1577                    | 1818                    | 2629                    |

- 1809 Fusion mit Ispra

## Veranstaltungen
Jedes Jahr in der zweiten Julihälfte findet das Festa al Lago statt.

## Sehenswürdigkeiten
- Pfarrkirche Santa Margherita (13. Jahrhundert)
- Betkapelle Sant’Antonio Abate
- Die Pfahlbauten am See gehören zum UNESCO-Weltkulturerbe